# Steve Corino
Steven Eugene «Steve» Corino (Winnipeg, Manitoba; 29 de mayo de 1973) es un luchador profesional canadiense. Actualmente trabaja como entrenador para la empresa WWE. 
Siendo luchador, laboró para promociones como Pro Wrestling Zero1 y Ring of Honor. Entre sus logros, destaca un reinado como Campeón Mundial Peso Pesado de NWA, y otro como Campeón Mundial Peso Pesado de ECW.

## Carrera

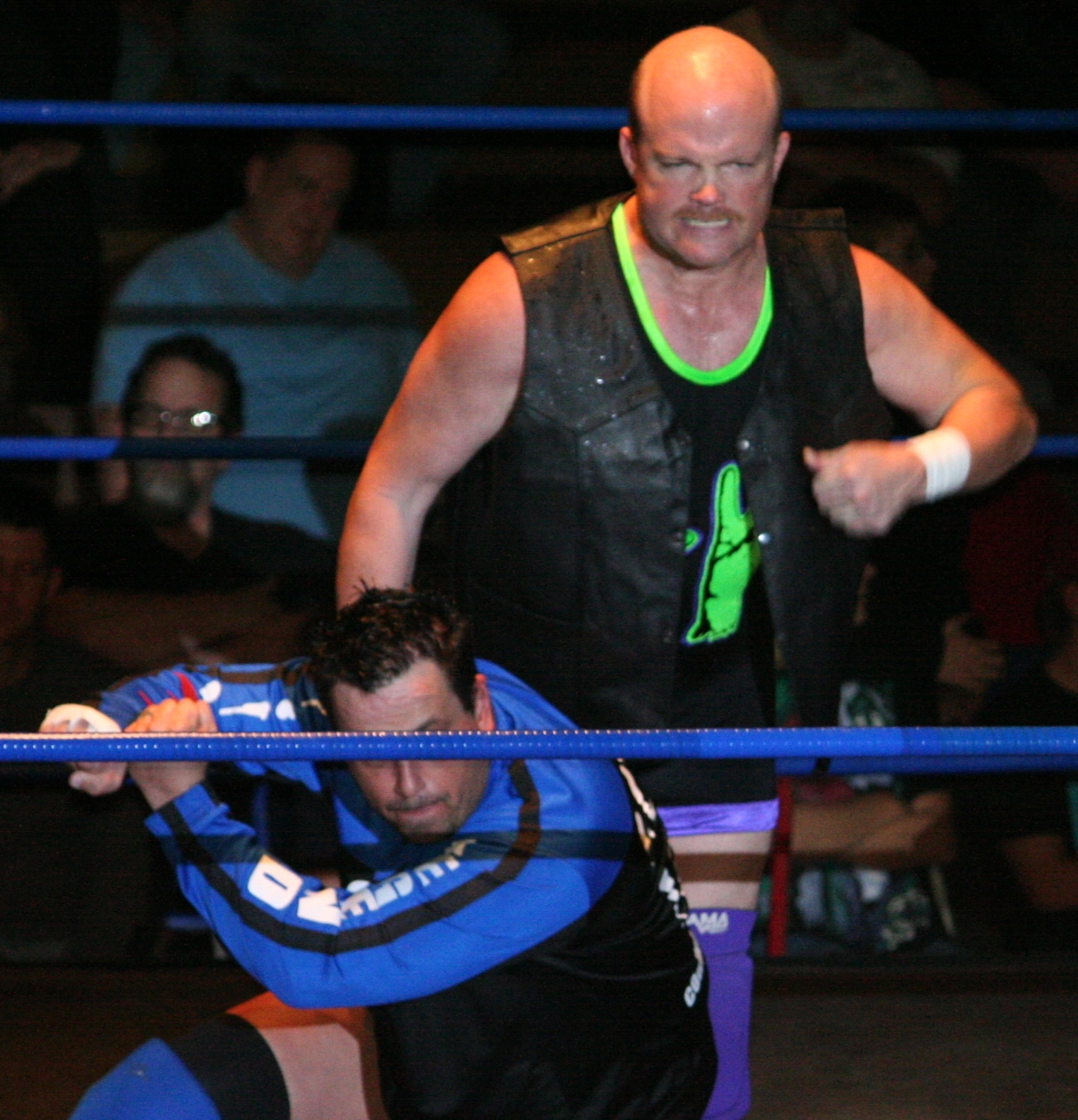
Steve Corino luchando contra CW Anderson.

### Inicios (1994–1998)
Corino comenzó a luchar en 1994 y pasó cuatro años trabajando en el circuito independiente. Durante este tiempo, él era una parte de la Organización de Arte Moderno extrema Grappling, una promoción a cargo de Matt y Jeff Hardy. Corino comenzó un truco anti-hardcore en el circuito independiente, porque sentía que habría más posibilidades de conseguir trabajo si no coincide con el trabajo duro. Adquirió experiencia, trabajando en Puerto Rico para WWC, que trabaja bajo el Kid anillo de rayos nombre.

### Extreme Championship Wrestling (1998–2001)
En 1998, debutó en Corino Extreme Championship Wrestling como gerente del talón. Se destacó en ECW, como resultado de su "rey de la vieja escuela" truco, donde se burlan de los luchadores hardcore, en un momento invadir a un concierto de Limp Bizkit y en protesta por la conducta inmoral.
Empezó un feudo con Dusty Rhodes, quien lo derrotó en un partido Bullrope sangriento en que vivimos peligrosamente 2000. Heatwave en 2000, perdió a Jerry Lynn. Corino pasó a ganar el ECW World Heavyweight Championship el 5 de noviembre de 2000, en noviembre para recordar al vencer a Justin Credible Sandman, y el campeón Jerry Lynn en un partido de non bis in idem, convirtiéndose en el primer canadiense en ganar el título de lECW. Debido a los repetidos fracasos de ECW Corino pagar su salario, que dejó la compañía el 7 de enero de 2001, la noche perdió el título mundial de ECW en Sandman. Su amigo Dustin Rhodes le consiguió un contrato en la World Championship Wrestling, pero nunca llegó a hacer acto de presencia a pesar de que debido a su debut en la compañía antepenúltimo Sin PPV. Cuando World Wrestling Entertainment se hizo cargo de WCW en marzo de 2001, lanzaron Corino de su contrato.
Luego pasó a luchar por muchas de las promociones de la Alianza Nacional de Lucha regional. El 24 de abril, que iba a ganar el NWA World Heavyweight Championship.

### Circuito independiente (2001–2006)
Corino continuó su feudo con Rhodes en su promoción de lucha libre Tensor Campeonato de Lucha Libre, así como el sur de campeonato y fue parte de los Caballeros Extreme con CW Anderson y Barry Windham. También formó parte de los Caballeros extremo de la Major League Wrestling con CW Anderson, Justin Credible y Diamante Simon. Fueron manejados brevemente por el legendario James J. Dillon antes de MLW doblado.
En 2004 Corino hizo una serie de apariciones de la Alianza Fronteriza de lucha en el Reino Unido, donde entró en una rivalidad con Alex Shane corto. La pelea culminó en el evento principal de HotWired, donde derrotó a Shane Corino con la ayuda del entonces campeón de peso pesado FWA, Doug Williams.
Como Steve Corino era una parte importante de ECW hacia el final de su recorrido, rumores rodean Corino, posiblemente, de firmar con la World Wrestling Entertainment y volver a sus raíces de ECW como parte de la nueva versión de ECW, pero aplastado esos rumores en un mensaje en su LiveJournal.
En lugar de firmar con WWE, Corino trabajado en varias promociones independientes, incluido el cero-uno, Hustle en Japón, el Anillo de Honor en los Estados Unidos y ambos One Pro Wrestling y Lucha Libre celta en el Reino Unido. También fue presidente de World-un arte de lucha, que se ejecuta muestra en Míchigan, Pensilvania y Georgia.

### Total Nonstop Action Wrestling (2002)
Corino también trabajó para Total Nonstop Action Wrestling durante sus primeros días. Corino había partidos con Low-ki y muchas otras estrellas antes de salir de la promoción de algún tiempo más tarde.

## Campeonatos y Logros
- Absolute Intense Wrestling

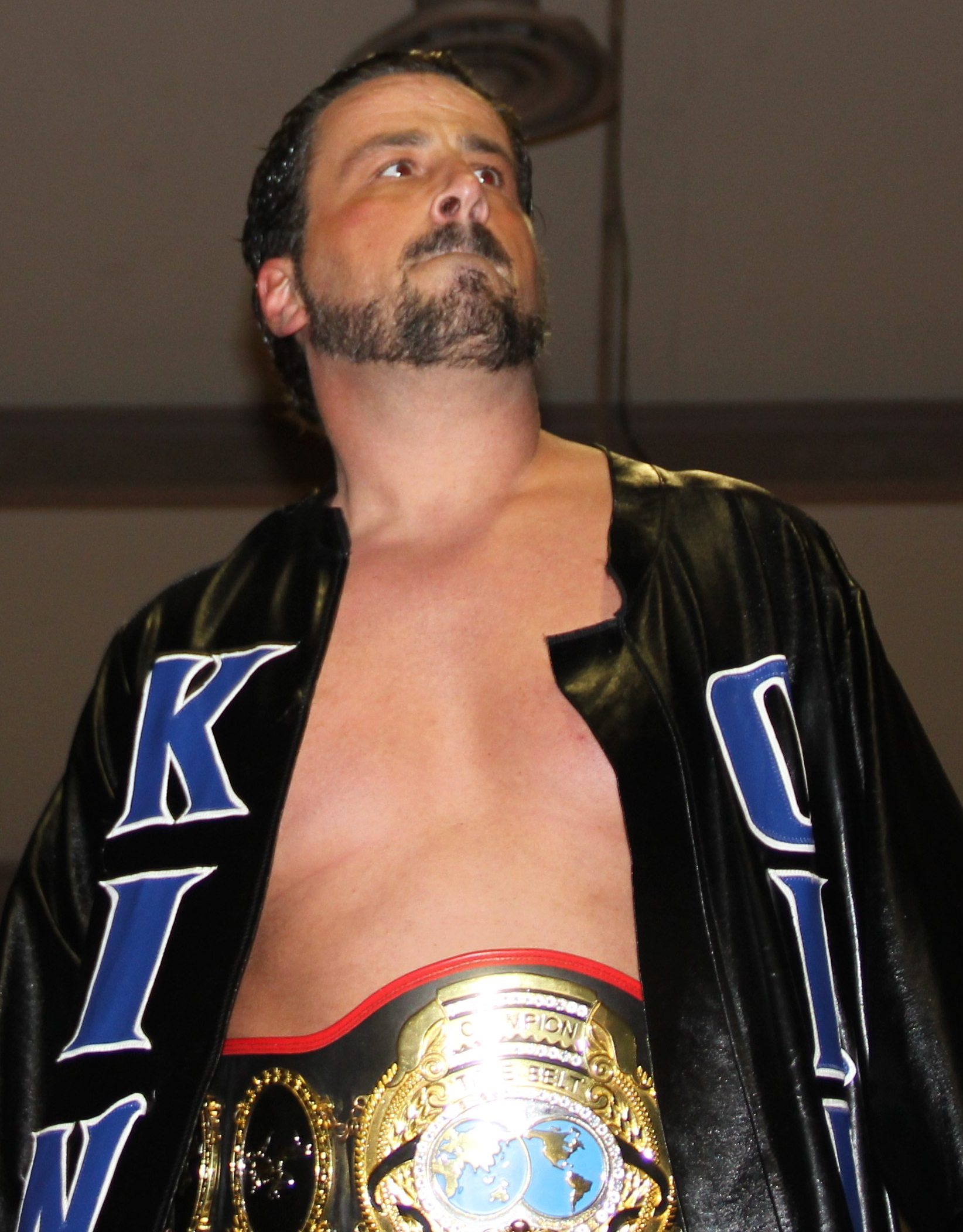
Corino como Campeón Peso Pesado del Noreste de la PWF en 2012.

  - AIW Absolute Championship (una vez)[1]
- ACE Pro Wrestling
  - ACE Heavyweight Championship (una vez)[5]
- All Action Wrestling
  - AAW Australian Championship (una vez)[6]
- American Championship Entertainment
  - ACE Heavyweight Championship (una vez)
- American Wrestling Council
  - AWC Heavyweight Championship (una vez y último)[7]
- AWA Superstars of Wrestling
  - AWA Superstars of Wrestling World Heavyweight Championship (2 veces)[1]
  - AWA Superstars of Wrestling World Tag Team Championship (una vez) – con Ricky Landell[1]
- Appalachia Pro Wrestling
  - APW Heavyweight Championship (una vez)[8]
- Blue Water Championship Wrestling
  - BWCW Heavyweight Championship (una vez)[5]
- Brew City Wrestling
  - BCW Heavyweight Championship (una vez)
- Brookwood 4 Wrestling
  - B4W North American Heavyweight Championship (2 veces)[9]
  - B4W Hardcore Championship (1 time)[10]
  - B4W Heavyweight Championship (una vez)[11]
  - Shocker of the Year Award (2007)[12]
- Carolina Wrestling Association
  - CWA Heavyweight Championship (una vez)
- East Coast Wrestling Association
  - ECWA Tag Team Championship (2 veces) – con Lance Diamond[1]
- Eastern Shores Wrestling
  - ESW Light Heavyweight Championship (una vez)[1]
- Extreme Championship Wrestling
  - ECW World Heavyweight Championship (una vez)[1]
- Funking Conservatory
  - FC !BANG! Television Championship (una vez)[5]
  - FC Tag Team Championship (una vez) – con Adam Windsor[5]
- German Stampede Wrestling
  - GSW World Heavyweight Championship (3 veces)[13][14][15]
  - Four Nations Cup (2005)[16]
- Hawai'i Championship Wrestling
  - HCW Kekaulike Heritage Tag Team Championship (una vez) – con Mr. Wrestling II[1]
- High Volume Pro Wrestling
  - HVPW Hall of Fame (2016)[17]
- High Risk Pro Wrestling
  - HRPW World Heavyweight Championship (una vez)[18]
- IWA Championship Wrestling
  - IWA Heavyweight Championship (una vez)[19]
- Independent Wrestling Federation
  - IWF American Championship (2 veces)[1]
- Independent Pro Wrestling Alliance
  - IPWA Light Heavyweight Championship (una vez)[1]
  - IPWA Tag Team Championship (una vez) – con Adam Flash[1]
  - IPWA Light Heavyweight Title Tournament (1997)[20]
- Intercontinental Wrestling Association
  - IWA-PA Heavyweight Championship (una vez)[1]
- International High Powered Wrestling
  - IHPW Heavyweight Championship (una vez)[21]
- KYDA Pro Wrestling
  - KYDA Pro Heavyweight Championship (una vez)[1]
  - KYDA Pro Mid-Atlantic Championship (una vez)[1]
- Legends Pro Wrestling
  - LPW Hall of Fame (Class of 2010)
- Major League Wrestling
  - MLW World Heavyweight Championship (una vez)[22]
- Maryland Championship Wrestling
  - MCW Hall of Fame (Class of 2010)[23]
- Mid-Eastern Wrestling Federation
  - MEWF Mid-Atlantic Championship (una vez)[1]
  - MEWF Light Heavyweight Championship (3 veces)[1]
  - MEWF Tag Team Championship (3 veces) – con Jimmy Cicero[1]
  - Most Hated Wrestler Achievement Award (1996)[24]
- NWA 2000
  - NWA American Heritage Championship (una vez)[1]
  - NWA 2000 Light Heavyweight Championship (una vez)[1]
  - NWA American Heritage Title Tournament (1997)[25]
- NWA Florida
  - NWA Florida Heavyweight Championship (una vez)[26]
  - NWA Southern Heavyweight Championship (Florida version) (una vez)[1]
  - NWA World Heavyweight Championship (1 time)[1]
  - NWA Heartland States Heavyweight Championship (1 time)[5]
  - NWA Florida Heavyweight Title Tournament (2002)[27]
- NWA New Jersey
  - NWA Florida Southern Heavyweight Title Tournament (2002)[28]
  - NWA United States Tag Team Championship (New Jersey version) (1 time) – with Lance Diamond[1]
  - NWA World Light Heavyweight Championship (New Jersey version) (una vez)[1]
- NWA New Jersey / New York
  - NWA New Jersey / New York Heavyweight Championship (una vez)[1]
- NWA Midwest
  - NWA Midwest Heavyweight Championship / Zero1 Pro Wrestling USA Midwest Heavyweight Championship (una vez)[29]
- NWA Southwest
  - NWA North American Heavyweight Championship (una vez)[1]
- One Pro Wrestling
  - 1PW World Heavyweight Championship (una vez)[30]
- Organization of Modern Extreme Grappling Arts
  - OMEGA Heavyweight Championship (una vez)[1]
- Pennsylvania Championship Wrestling
  - PCW Junior Heavyweight Championship (una vez)[1]
- Pennsylvania Wrestling Alliance
  - PWA Heavyweight Championship (una vez)[31]
- Platinum Pro Wrestling
  - PPW Heavyweight Championship (una vez)
- Premier Championship Wrestling
  - PCW Tag Team Championship (una vez) – con Adam Knight[32]
  - PCW Heavyweight Championship (una vez)[33]
- Premier Wrestling Federation
  - PWF Tag Team Championship (4 veces)[34] – con C.W. Anderson (3)[35] y Kid America (1)
  - PWF Universal Six Man Tag Team Championship (una vez) – con C.W. Anderson & John Skyler
  - PWF Universal Heavyweight Championship (6 veces)[36][37][38][39]
  - PWF Mid-Atlantic Masters Championship (1 time)[40]
  - PWF Universal Six Man Title Tournament (2016)[41] – with C.W. Anderson and John Skyler
  - Match of the Year (2002, 2005, 2014, 2021)
  - PWF MVP (2003)[42]
  - Tag Team of the Year (2005) - con C.W. Anderson[43]
- Pro-Wrestling SUN
  - WBD Tag Team Championship (una vez) - con Toshie Uematsu[44]
- PWF Northeast
  - PWF Northeast Heavyweight Championship (una vez)
- Pro Wrestling Extreme
  - PWX Heavyweight Championship (una vez)
- Pro Wrestling Illustrated
  - PWI ranked him #35 of the top 500 singles wrestlers in the PWI 500 in 2001[45][fuente cuestionable]
  - PWI Most Improved Wrestler of the Year (2000)
- Pro Wrestling World-1
  - AWA World Heavyweight Championship (2 veces)[1]
  - PWF World-1 Heavyweight Championship (2 veces)[46][47]
  - World-1 North American Champion (1 time)
  - World-1 Tag Team Championship (2 veces) – con C.W. Anderson (1) y Colby Corino (1)[48]
- Pro Wrestling Zero1
  - AWA World Heavyweight Championship (2 veces)[1]
  - NWA Intercontinental Tag Team Championship (4 veces) – con Mike Rapada (1), C.W. Anderson (1), Y2P-160kg (1), y Charles Evans (1)[49][fuente cuestionable]
  - Zero-One United States Heavyweight Championship (4 veces)[49]
- Pure Wrestling Association
  - PWA Pure Wrestling Championship (una vez)[1]
  - Carrot Cup (2008) - with Reggie Marley[50]
- Ring of Honor
  - ROH World Tag Team Championship (una vez) – con Jimmy Jacobs
  - ROH World Tag Team Championship Tournament (2012) – con Jimmy Jacobs
- Southern Championship Wrestling
  - SCW Junior Heavyweight Championship (una vez)[1]
- Tri-State Wrestling Alliance
  - TWA Heavyweight Championship (una vez)[49]
- Union of Independent Professional Wrestlers
  - UIPW Union Heavyweight Championship (una vez)[1]
  - UNION Heavyweight Title Tournament (2007)[51]
- United States Championship Wrestling
  - USCW Tag Team Championship (una vez) – con Adam Flash[1]
- USA Xtreme Wrestling
  - UXW Heavyweight Championship (2 veces)[1][52]
- World Association of Wrestling
  - WAW World Heavyweight Championship (una vez)
- World Wrestling Council
  - WWC World Junior Heavyweight Championship (una vez)[1]
  - WWC Universal Heavyweight Championship (2 veces)[53]
- Américas Wrestling Federation
  - AWF Puerto Rico Heavyweight Championship (una vez)